# Muraena
Muraena is een geslacht van vissen uit de familie van de murenen (Muraenidae). Eén soort uit dit geslacht komt veel voor in de Middellandse Zee, en stond in hoog aanzien bij de oude Romeinen, die ze in aquaria hielden en als een delicatesse beschouwden.

## Habitat
Murenen houden zich graag op in rotsspleten en holten in de buurt van rotsformaties of koraalriffen in subtropische en tropische gebieden. 

## Beschrijving
Een murene bezit een lange rugvin maar heeft geen borst of buikvinnen. De huid is schubloos en glad en vaak gevarieerd gekleurd. De basiskleur is vaak bruin met grote gele vlekken die elk weer kleinere bruine vlekken bevatten. De bek bevat krachtige kaken die een rij scherpe tanden dragen. Onderzoek aan Muraena retifera heeft laten zien dat deze in de keel een tweede stel kaken heeft die makkelijk naar voren en naar achteren kunnen bewegen. Hiermee kan de prooi in de slokdarm worden getrokken zonder dat deze een moment wordt losgelaten.
De kleine ronde kieuwopeningen bevinden zich ver achter op de kop.

## Soorten
- Muraena appendiculata Guichenot, 1848
- Muraena argus (Steindachner, 1870)
- Muraena augusti (Kaup, 1856)
- Muraena clepsydra Gilbert, 1898
- Muraena helena Linnaeus, 1758 – Moeraal
- Muraena lentiginosa Jenyns, 1842
- Muraena melanotis (Kaup, 1860)
- Muraena pavonina Richardson, 1845
- Muraena retifera Goode & Bean, 1882
- Muraena robusta Osório, 1911